# Кугесі
Куге́сі (рос. Кугеси, чув. Кӳкеç) — сільський населений пункт зі статусом селище міського типу, центр Чебоксарського району Чувашії, Росія. Адміністративний центр та єдиний населений пункт Кугеського сільського поселення.
Населення — 11917 осіб (2010; 11658 у 2002).
До 2005 року мав статус міського поселення. Після зміни тип населеного пункту (селище міського типу) зберігся, однак за статусом — це сільський населений пункт.